# Dubbelslag

Dubbelslag

Een dubbelslag (ook wel gruppetto genoemd) is een muzikale versiering van een melodie.
Een dubbelslag bestaat uit:
- (<hoofdnoot>)<bovensecunde><hoofdnoot><ondersecunde><hoofdnoot>

De snelheid en plaats van de dubbelslag willen nog weleens verschillen, afhankelijk van de stijlperiode en smaak van de uitvoerende. Door een kruis, mol of herstellingsteken onder of boven de dubbelslag dient duidelijk te worden of de versierende noten om de hoofdnoot verhoogd, verlaagd of hersteld worden. Zie ook het plaatje voor voorbeelden.

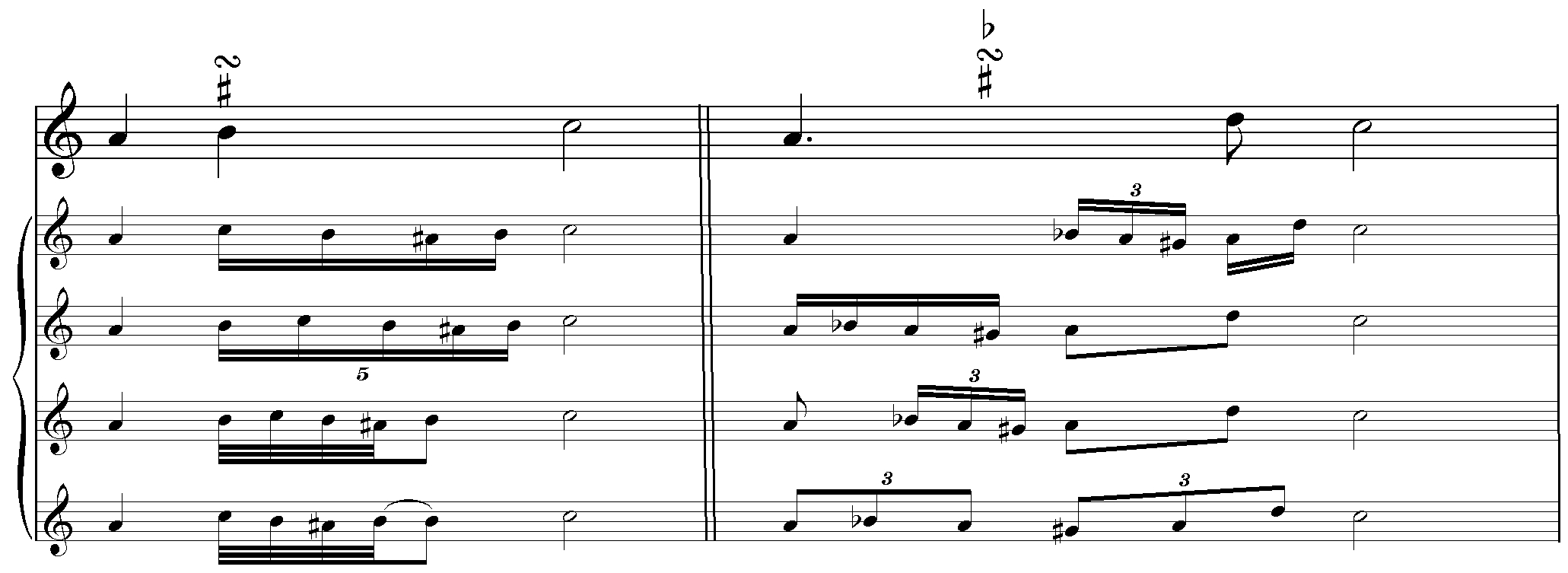
Dubbelslag met diverse mogelijke uitvoeringen